# Peperomia monostachya
Peperomia monostachya är en pepparväxtart som beskrevs av Ruiz & Pav.. Peperomia monostachya ingår i släktet peperomior, och familjen pepparväxter. Inga underarter finns listade i Catalogue of Life.